# Transbetxí
El Ral·li Transbetxí és un ral·li de motocultors que s'organitza cada any el segon cap de setmana de Pasqua a Betxí, Plana Baixa (País Valencià). La carrera té lloc al terme municipal de Betxí i als de localitats veïnes, com Onda o Artana.
En aquest esport és important la coordinació de l'equip, ja que el copilot ha de fer contrapés en les corbes perquè el vehicle no bolque, i l'assistència -formada normalment per amics del pilot- ha de portar amb si la gasolina per poder continuar el següent tram. Així mateix, en aquest ral·li conviu un esperit competitiu i un altre totalment festiu.

## Història
Els motocultors, coneguts localment com a motorets, sempre havien tingut dos usos: com a mitjà de transport de casa al camp i, una vegada allí, canviaven les rodes per una arada, com a màquina per llaurar la terra.
Des de 1989, no obstant això, són l'eix del Ral·li Transbetxí, una forma de manifestar-se cultural i esportivament. Tot va començar com una broma entre amics que es van decidir a emprendre l'aventura d'allò que ningú no sabia amb certesa el que resultaria. L'espenta final la va donar Ramón Cardona, en aquell moment Regidor d'Esports de la localitat, però tot això no hauria estat possible sense les associacions organitzadores que s'han fet càrrec de l'esdeveniment en alguna etapa de la seua història (GDO, GTPB o AFH) o la confiança i el suport de totes les corporacions municipals, patrocinadors, etc.
En les primeres edicions de la competició hi havia pocs vehicles, però any rere any el nombre de motorets participants augmentava i es van començar a introduir modificacions tècniques, ja que els motocultors no estan preparats de fàbrica per aconseguir grans velocitats, i molt menys per competir. Per això, els participants sotmeten el motor i el xassís a profundes modificacions tècniques, la qual cosa ocasiona, de vegades, alguns problemes, que sempre es resolen amb l'ajuda de l'equip.
Els últims anys han participat equips femenins, que es comencen a animar a viure la competició des de dins. Els equips participants recorren una sèrie de trams cronometrats durant tres dies intensos per camins abruptes i estrets de paratges naturals com la Serra de Espadà.
L'organització del Transbetxí, encara que compta amb el suport de l'Ajuntament i el patrocini de la Caixa Rural de la localitat, és a càrrec de l'associació cultural 'Fora d'Hores', que estableix llocs de control en les eixides i arribades de cada tram.
La competició ha rebut guardons com el "Premi Jaume I / Betxinencs de l'any 2002" i forma part de la Federació Valenciana de Motociclisme.